# Trophée Guy Lafleur
Trophée Guy Lafleur (ang. Guy Lafleur Trophy) – nagroda przyznawana dla Najbardziej Wartościowego Zawodnika (MVP) w fazie play-off w kanadyjskiej lidze juniorskiej w hokeju na lodzie QMJHL.

## Lista nagrodzonych
- 2016–2017: Thomas Chabot, Saint John Sea Dogs
- 2015–2016: Francis Perron, Rouyn-Noranda Huskies
- 2014–2015: Adam Erne, Quebec Remparts
- 2013–2014: Antoine Bibeau, Val-d’Or Foreurs
- 2012–2013: Jonathan Drouin, Halifax Mooseheads
- 2011–2012: Charlie Coyle, Saint John Sea Dogs
- 2010–2011: Jonathan Huberdeau, Saint John Sea Dogs
- 2009–2010: Gabriel Bourque, Moncton Wildcats
- 2008–2009: Yannick Riendeau, Voltigeurs de Drummondville
- 2007–2008: Claude Giroux, Olympiques de Gatineau
- 2006–2007: Jonathan Bernier, Lewiston Maineiacs
- 2005–2006: Mārtiņš Karsums, Moncton Wildcats
- 2004–2005: Sidney Crosby, Rimouski Océanic
- 2003–2004: Maxime Talbot, Gatineau Olympiques
- 2002–2003: Maxime Talbot, Hull Olympiques
- 2001–2002: Danny Groulx, Victoriaville Tigres
- 2000–2001: Simon Gamache, Val-d’Or Foreurs
- 1999–2000: Brad Richards, Rimouski Océanic
- 1998–1999: Mathieu Benoit, Acadie-Bathurst Titan
- 1997–1998: Jean-Pierre Dumont, Val-d’Or Foreurs
- 1996–1997: Christian Bronsard, Hull Olympiques
- 1995–1996: Jason Doig, Granby Prédateurs
- 1994–1995: José Théodore, Hull Olympiques
- 1993–1994: Eric Fichaud, Chicoutimi Saguenéens
- 1992–1993: Emmanuel Fernandez, Laval Titan
- 1991–1992: Robert Guillet, Verdun Collège Français
- 1990–1991: Félix Potvin, Chicoutimi Saguenéens
- 1989–1990: Denis Chalifoux, Laval Titan
- 1988–1989: Donald Audette, Laval Titan
- 1987–1988: Marc Saumier, Hull Olympiques
- 1986–1987: Marc Saumier, Longueuil Chevaliers
- 1985–1986: Sylvain Côté i Luc Robitaille, Hull Olympiques
- 1984–1985: Claude Lemieux, Verdun Juniors
- 1983–1984: Mario Lemieux, Laval Voisins
- 1982–1983: Pat Lafontaine, Verdun Juniors
- 1981–1982: Michel Morissette, Sherbrooke Castors
- 1980–1981: Alain Lemieux, Trois-Rivières Draveurs
- 1979–1980: Dale Hawerchuk, Cornwall Royals
- 1978–1979: Jean-François Sauvé, Trois-Rivières Draveurs
- 1977–1978: Richard David, Trois-Rivières Draveurs